# Myricetin

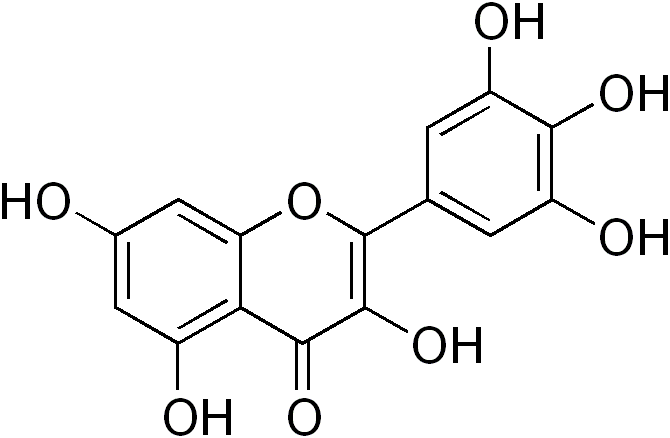
Strukturformel för myricetin.

Myricitrin (myricetin-3-rhamnosid) är en glykosid av myricetin.

Myricetin (3,3',4′,5.5',7-hexahydroxiflavon eller IUPAC 3,5,7-trihydroxi-2-(3-4-5-trihydroxifenyl)-4H-kromen-4-on) är en flavonol (en klass av flavonoider).
Namnet kommer från porssläktets vetenskapliga namn, Myrica, eftersom ämnet först erhölls från barken av växter vilka förs, eller tidigare fördes, till detta släkte (exempelvis Myrica cerifera - som nu förs till släktet Morella). Myricetin förekommer naturligt hos många växter, varav flera används som livsmedel (exempelvis te, grönsaker, lök, frukt och bär) eller medicinalväxter, och verkar som antioxidant. Myricetin skiljer sig från quercetin genom att ha en OH-grupp på position 5' och förekommer ofta som glykosider (exempelvis myricitrin). Utöver farmaceutiska tillämpningar används myricetin för att skydda fett- och oljerika livsmedel mot oxidation (härskning) och härigenom förlänga hållbarhetstiden.